# Ториньян-Касте
Торинья́н-Касте́ (фр. Taurignan-Castet) — коммуна во Франции, находится в регионе Юг — Пиренеи. Департамент коммуны — Арьеж. Входит в состав кантона Сен-Лизье. Округ коммуны — Сен-Жирон.
Код INSEE коммуны — 09307.

## Население
Население коммуны на 2008 год составляло 157 человек.
| 1962 | 1968 | 1975 | 1982 | 1990 | 1999 | 2008 |
| ---- | ---- | ---- | ---- | ---- | ---- | ---- |
| 188  | 191  | 179  | 150  | 144  | 152  | 157  |

## Экономика
В 2007 году среди 95 человек в трудоспособном возрасте (15—64 лет) 72 были экономически активными, 23 — неактивными (показатель активности — 75,8 %, в 1999 году было 72,3 %). Из 72 активных работали 62 человека (33 мужчины и 29 женщин), безработных было 10 (4 мужчины и 6 женщин). Среди 23 неактивных 7 человек были учащимися или студентами, 10 — пенсионерами, 6 были неактивными по другим причинам.